# Боженко, Сергей Алексеевич
Сергей Алексеевич Боженко (род. 4 июня 1954, Шипуново, Алтайский край) — российский архитектор, художник и писатель.

## Биография
Сергей Боженко родился в 1954 году в селе Шипуново Шипуновского района. После окончания школы учился в Новосибирском инженерно-строительном институте по специальности архитектор-градостроитель. С 1977 года Сергей Боженко работает в Барнауле: архитектор института «Алтайгражданпроект», главный художник города (1982—1993). В период между 1993 и 2007 годом работал главным архитектором Барнаула, уволился из-за несогласия с градостроительной политикой мэрии. Вернулся на эту же должность в 2013 году «из патриотических побуждений».
Под руководством Сергея Алексеевича разработаны проекты реконструкции исторических городских центров; возведены многие памятники и постройки.
Увлекался литературным творчеством, занимался в литературной студии Е. Гущина. Создавал литературные произведения в жанре сатиры и юмора.

## Основные постройки и проекты
- Проект реконструкции исторических центров Барнаула и Бийска (1979—1982);
- Проект Обского бульвара (1981);
- Памятник В. М. Шукшину в Барнауле (1989)[2];
- Памятник воинам-интернационалистам (1989—1991) ;
- Богоявленский храм (1997);
- Памятник А. С. Пушкину (1998—1999).

## Награды и звания
- Лауреат II-го Всероссийского смотра-конкурса творчества молодых архитекторов (1981) — за участие в проектировании Обского бульвара;
- Премия главы администрации Барнаула за архитектурные работы (1997);
- Премия Алтайского отделения Демидовского фонда за памятник А. С. Пушкину (1999);
- Дипломы Всесибирского смотра архитектурного творчества «Золотая капитель» (1998, 2002);
- Почетный архитектор России (2002);
- Член союза архитекторов России (1980);
- Член союза писателей России (2000).